# Кубок Шотландії з футболу 2010—2011
Кубок Шотландії з футболу 2010–2011 — 126-й розіграш кубкового футбольного турніру у Шотландії. Титул здобув Селтік.

## Календар
| Раунд        | Дата                                            | Матчі | Клуби   |
| ------------ | ----------------------------------------------- | ----- | ------- |
| Перший раунд | 25 вересня 2010, 2 жовтня 2010                  | 17+7  | 81 → 64 |
| Другий раунд | 23-30 жовтня 2010, 30 жовтня - 1 листопада 2010 | 16+4  | 64 → 48 |
| Третій раунд | 20 листопада 2010, 4-12 січня 2011              | 16+3  | 48 → 32 |
| 1/16 фіналу  | 8-19 січня 2011, 18-25 січня 2011               | 16+7  | 32 → 16 |
| 1/8 фіналу   | 5-9 лютого 2011, 2 березня 2011                 | 8+1   | 16 → 8  |
| 1/4 фіналу   | 12-16 березня 2011, 16-30 березня 2011          | 4+3   | 8 → 4   |
| 1/2 фіналу   | 16-17 квітня 2011                               | 2     | 4 → 2   |
| Фінал        | 21 травня 2011                                  | 1     | 2 → 1   |

## 1/16 фіналу
| Команда 1                 | Рахунок | Команда 2              |
| ------------------------- | ------- | ---------------------- |
| 8 січня 2011              |         |                        |
| Абердин                   | 7:0     | Іст Файф (3)           |
| Данді Юнайтед             | 0:0     | Росс Каунті (2)        |
| Монтроз (4)               | 2:2     | Данфермлін Атлетік (2) |
| Гіберніан                 | 0:0     | Ейр Юнайтед (3)        |
| Гамільтон Академікал      | 2:0     | Аллоа Атлетік (3)      |
| Сент-Міррен               | 0:0     | Пітерхед (3)           |
| Інвернесс Каледоніан Тісл | 2:0     | Елгін Сіті (4)         |
| 9 січня 2011              |         |                        |
| Данді (2)                 | 0:4     | Мотервелл              |
| Бервік Рейнджерс (4)      | 0:2     | Селтік                 |
| 10 січня 2011             |         |                        |
| Рейнджерс                 | 3:0     | Кілмарнок              |
| 11 січня 2011             |         |                        |
| Гарт оф Мідлотіан         | 0:1     | Сент-Джонстон          |
| Квін оф зе Саут (2)       | 1:2     | Бріхін Сіті (3)        |
| Фолкерк (2)               | 2:2     | Партік Тісл (2)        |
| 18 січня 2011             |         |                        |
| Грінок Мортон (2)         | 2:2     | Ейрдрі Юнайтед (3)     |
| Стенхаузмур (3)           | 0:0     | Странрар (4)           |
| 19 січня 2011             |         |                        |
| Іст Стерлінгшир (4)       | 1:0     | Бакі Тісл (5)          |

Перегравання
| Команда 1              | Рахунок      | Команда 2         |
| ---------------------- | ------------ | ----------------- |
| 18 січня 2011          |              |                   |
| Росс Каунті (2)        | 0:0 пен. 3:4 | Данді Юнайтед     |
| Данфермлін Атлетік (2) | 5:3          | Монтроз (4)       |
| Ейр Юнайтед (3)        | 1:0          | Гіберніан         |
| Пітерхед (3)           | 1:6          | Сент-Міррен       |
| Партік Тісл (2)        | 1:0          | Фолкерк (2)       |
| 25 січня 2011          |              |                   |
| Ейрдрі (3)             | 2:5          | Грінок Мортон (2) |
| Странрар (4)           | 4:3          | Стенхаузмур (3)   |

## 1/8 фіналу
| Команда 1                 | Рахунок | Команда 2              |
| ------------------------- | ------- | ---------------------- |
| 5 лютого 2011             |         |                        |
| Гамільтон Академікал      | 1:3     | Данді Юнайтед          |
| Інвернесс Каледоніан Тісл | 5:1     | Грінок Мортон (2)      |
| Странрар (4)              | 0:2     | Мотервелл              |
| Ейр Юнайтед (3)           | 1:2     | Сент-Міррен            |
| Бакі Тісл (5)             | 0:2     | Бріхін Сіті (3)        |
| 6 лютого 2011             |         |                        |
| Рейнджерс                 | 2:2     | Селтік                 |
| Абердин                   | 1:0     | Данфермлін Атлетік (2) |
| 9 лютого 2011             |         |                        |
| Сент-Джонстон             | 2:0     | Партік Тісл (2)        |

Перегравання
| Команда 1      | Рахунок | Команда 2 |
| -------------- | ------- | --------- |
| 2 березня 2011 |         |           |
| Селтік         | 1:0     | Рейнджерс |

## 1/4 фіналу
| Команда 1                 | Рахунок | Команда 2     |
| ------------------------- | ------- | ------------- |
| 12 березня 2011           |         |               |
| Сент-Міррен               | 1:1     | Абердин       |
| Бріхін Сіті (3)           | 2:2     | Сент-Джонстон |
| 13 березня 2011           |         |               |
| Данді Юнайтед             | 2:2     | Мотервелл     |
| 16 березня 2011           |         |               |
| Інвернесс Каледоніан Тісл | 1:2     | Селтік        |

Перегравання
| Команда 1       | Рахунок | Команда 2       |
| --------------- | ------- | --------------- |
| 16 березня 2011 |         |                 |
| Абердин         | 2:1     | Сент-Міррен     |
| 22 березня 2011 |         |                 |
| Сент-Джонстон   | 1:0     | Бріхін Сіті (3) |
| 30 березня 2011 |         |                 |
| Мотервелл       | 3:0     | Данді Юнайтед   |

## 1/2 фіналу
| Команда 1      | Рахунок | Команда 2     |
| -------------- | ------- | ------------- |
| 16 квітня 2011 |         |               |
| Мотервелл      | 3:0     | Сент-Джонстон |
| 17 квітня 2011 |         |               |
| Абердин        | 0:4     | Селтік        |

## Фінал
| 21 травня 2011 17:00 (EEST) |

| Мотервелл | 0:3      | Селтік                                     |
| --------- | -------- | ------------------------------------------ |
|           | Протокол | Кі Сон Йон 32' Крейген 76' (аг) Малгрю 88' |

| Гемпден-Парк, Глазго Глядачів: 49 618 Арбітр: Калум Маррей |